# Indywidualne Mistrzostwa Europy Juniorów na Żużlu 1999
Indywidualne Mistrzostwa Europy Juniorów na Żużlu 1999 – cykl zawodów żużlowych, mających wyłonić najlepszych zawodników indywidualnych mistrzostw Europy juniorów do 19 lat w sezonie 1999. W finale zwyciężył Polak Rafał Okoniewski.

## Finał
- Gniezno, 1 sierpnia 1999

| Msc. | Zawodnik               | Kraj      | Pkt   |             |  |
| ---- | ---------------------- | --------- | ----- | ----------- |  |
| 1    | Rafał Okoniewski       | Polska    | 13 +3 | (3,3,2,3,2) |  |
| 2    | Karol Malecha          | Polska    | 13 +2 | (3,2,3,2,3) |  |
| 3    | Jarosław Hampel        | Polska    | 12 +3 | (2,2,2,3,3) |  |
| 4    | Tomasz Chrzanowski     | Polska    | 12 +2 | (1,3,3,2,3) |  |
| 5    | Hans Andersen          | Dania     | 11    | (w,3,3,3,2) |  |
| 6    | Lukáš Dryml            | Czechy    | 11    | (3,1,3,1,3) |  |
| 7    | Björn Hansen           | Norwegia  | 9     | (2,3,0,2,2) |  |
| 8    | Krzysztof Mikuta       | Polska    | 7     | (1,1,2,2,1) |  |
| 9    | Andrzej Zieja          | Polska    | 7     | (2,2,1,1,1) |  |
| 10   | Henning Bager          | Dania     | 6     | (2,0,1,3,w) |  |
| 11   | Sándor Fekete          | Węgry     | 6     | (3,1,1,0,1) |  |
| 12   | János Golenya          | Węgry     | 4     | (1,0,2,1,0) |  |
| 13   | Kenneth Borgenhaug     | Norwegia  | 3     | (0,2,0,1,0) |  |
| 14   | Jernej Kolenko         | Słowenia  | 2     | (1,1,0,0,w) |  |
| 15   | Miroslav Fencl         | Czechy    | 1     | (0,0,1,0,d) |  |
| 16   | Ondřej Šebela          | Czechy    | 0     | (0,0,d,–,–) |  |
|      | rez. Patrick Haraldsen | Norwegia  | 2     | (0,2)       |  |
|      | rez. Juha Makela       | Finlandia | ns    |             |  |

## Bieg po biegu
1. Malecha, Hansen, Chrzanowski, Fencl
2. Fekete, Bager, Golenya, Borgenhaug
3. Dryml, Zieja, Kolenko, Andersen (w)
4. Okoniewski, Hampel, Mikuta, Šebela
5. Hansen, Zieja, Fekete, Šebela
6. Chrzanowski, Hampel, Dryml, Bager
7. Andersen, Malecha, Mikuta, Golenya
8. Okoniewski, Borgenhaug, Kolenko, Fencl
9. Andersen, Okoniewski, Bager, Hansen
10. Chrzanowski, Mikuta, Fekete, Kolenko
11. Malecha, Hampel, Zieja, Borgenhaug
12. Dryml, Golenya, Fencl, Šebela (d)
13. Hampel, Hansen, Golenya, Kolenko
14. Andersen, Chrzanowski, Borgenhaug, Haraldsen
15. Okoniewski, Malecha, Dryml, Fekete
16. Bager, Mikuta, Zieja, Fencl
17. Dryml, Hansen, Mikuta, Borgenhaug
18. Chrzanowski, Okoniewski, Zieja, Golenya
19. Malecha, Haraldsen, Bager (w), Kolenko (w)
20. Hampel, Andersen, Fekete, Fencl (d)
21. Bieg o miejsca 3-4: Hampel, Chrzanowski
22. Bieg o miejsca 1-2: Okoniewski, Malecha